# (5541) Seimei
Pour les articles homonymes, voir Seimei.
(5541) Seimei est un astéroïde de la ceinture principale.

## Description
(5541) Seimei est un astéroïde de la ceinture principale. Il fut découvert le 22 octobre 1976 à Kiso par Hiroki Kosai et Kiichiro Hurukawa. Il présente une orbite caractérisée par un demi-grand axe de 3,18 UA, une excentricité de 0,15 et une inclinaison de 12,9° par rapport à l'écliptique.

## Compléments